# AAMIスタジアム
AAMIスタジアム(Football Park, AAMI Stadium)はオーストラリア・アデレードにあった競技場。1974年5月4日に開場。オージーフットボールのアデレード・クロウズとポート・アデレードの本拠地である。オージーフットボールのキャパとしてはメルボルン・クリケットグラウンド、ANZスタジアム、エティハド・スタジアムに次ぎ4番目の規模を誇る。
また、コンサートとしての開催も多く、ABBA、U2、ロビー・ウィリアムズらがコンサートを行った。